# Parque Estadual da Pedra Branca
O Parque Estadual da Pedra Branca é uma unidade de conservação ambiental situada na Zona Oeste do município do Rio de Janeiro, no Brasil. Foi instituído em 1974 pela Lei Estadual N° 2.377 de 28 de junho de 1974. É considerado uma das maiores florestas urbanas do mundo, com aproximadamente 12.400 hectares de extensão.  
O Parque possui diversas entradas, sendo as principais:
- Sede do Pau da fome, no fim da Estrada do Pau-da-Fome
- Subsede do Camorim, no fim da Estrada do Camorim
- Subsede do Piraquara, no fim da Rua do Governo, no Realengo
- Guarita de Vargem Grande, no Fim da Rua Mucuíba e Estrada do Morgado
- Guarita de Vargem Pequena, no Fim da Rua Boca do Mato
- Guarita do Rio da Prata (no bairro de Campo Grande), no fim da Estrada da Batalha e Praça Mário Valadares
- Núcleo da Ilha de Guaratiba (Guaratiba), no fim da Estrada do Morgado e Caminho do Morgado
- Núcleo de Araçatiba (Barra de Guaratiba), na Estrada da Barra de Guaratiba
- Núcleo de Piabas (Recreio dos Bandeirantes), no Caminho de Piabas
- Sede da emissora de televisão brasileira: Rede Globo

## Características
O Pico da Pedra Branca, com 1 025 metros de altitude, é o ponto culminante da Cidade do Rio de Janeiro, Zona Oeste da Cidade, localiza-se na divisa entre os bairros de Jacarepaguá e Campo Grande, podendo ser avistado de alguns locais dos bairros de Bangu, Campo Grande e da Baixada de Jacarepaguá. A sua constituição rochosa e composta de granitos de coloração rosa a clara (leuco-granito) – daí o nome "Pedra Branca". O pico é um dos pontos mais isolados da cidade, devido às poucas trilhas existentes e com poucas vias pavimentadas que dão acesso ao sopé do pico. A principal via de acesso é pela sede do núcleo Pau da Fome em Jacarepaguá e por Campo Grande(núcleo Rio da Prata).
Dentro do parque no núcleo Pau da Fome existe um complexo de vias para escalar onde a Pedra Hime (356 metros de altitude), também conhecida como "Pedra do Canino", se destaca com vias de escalada com diversos graus de dificuldade.
No Núcleo Piraquara, em Realengo, possui pórtico, guarita, deck e piscina natural, parque infantil, sanitários públicos e uma edificação histórica do Século XVIII que hoje abriga, além da administração da unidade, o núcleo de guarda-parques e um posto da UPAm. É o acesso principal da Trilha da Pedra do Ponto (843m), do Pico do Piraquara (972m) e da Pedra Jesus-Vem (621m), além de ter acesso a Trilha Transcarioca que conecta Jacarepaguá. É no Realengo que possui a última floresta preservada da Região Norte do Pedra Branca, a Floresta do Piraquara.

## Bioma
O parque é encoberto por vegetação típica da Mata Atlântica (cedros, jacarandás, jequitibás e ipês), a qual serve de abrigo a uma generosa fauna composta por Onça Parda, jaguatiricas, preguiças-de-coleira, tamanduás-mirins, pacas, tatus, teiús, cuandus, tucanos, jacus e cutias. Além do variado patrimônio natural, dispõe de algumas construções de interesse cultural, como um antigos aquedutos, represas, ruínas de sedes de antigas fazendas e pórtico. Nas cercanias do Núcleo Pau da Fome encontra-se o Museu Bispo do Rosário Arte Contemporânea, na Colônia Juliano Moreira e no Núcleo Piraquara no bairro do Realengo encontra-se a casa da antiga sede da Fazenda Piraquara datada do Século XVIII e o Aqueduto Veiga Brito da década de 1960, que ainda abastece grande parte da Cidade do Rio.

## Comunidades Quilombolas
O Parque Estadual da Pedra Branca, criado em 1974 no Rio de Janeiro, sobrepõe áreas de comunidades agrícolas existentes há gerações no local. Dentre essas comunidades, destacam-se três quilombos urbanos: Camorim, Cafundá-Astrogilda (reconhecidos pela Fundação Cultural Palmares em 2014) e Dona Bilina (reconhecido em 2017).

### Camorim
O quilombo Camorim está localizado no subbairro de mesmo nome em Jacarepaguá. Uma das lideranças foi descendente de um antigo capitão do mato (Caetano de Camorim), mas busca enfatizar em seu discurso que seguiu caminho diferente de seu antepassado. O símbolo do local é a Igreja de São Gonçalo do Amarante, construída por africanos escravizados em 1625. O local também possui importantes sítios arqueológicos (como o Sítio Arqueológico do Engenho do Camorim).

### Cafundá-Astrogilda
O quilombo Cafundá-Astrogilda fica no bairro de Vargem Grande. Existe há mais de dois séculos e seu nome homenageia a matriarca Astrogilda. Ainda apresenta construções típicas como casas de pau a pique com telhado de sapê. Possui o Museu Cafundá Astrogilda, com objetos do terreiro de umbanda da matriarca que batizou o quilombo.

### Dona Bilina
O quilombo Dona Bilina fica no bairro Campo Grande, na vertente Rio da Prata. Descendem de escravos dos engenhos da região, que conseguiram estabelecer famílias e vínculos mesmo durante a escravidão.

## Imagens
- Açude Camorim
- Praia do Perigoso, a mais badalada do Parque Estadual da Pedra Branca
- Praias Selvagens que fazem parte do Parque
- Núcleo Pau da Fome, Uma das entradas do Parque
- Cachoeira do Camorim
- Área Pantanosa dentro da Pedra Branca
- Cachoeira do Pau da Fome
- Vegetação Densa
- Cachoeira do Véu da Noiva
- Pedra do Ponto, um dos picos mais altos do parque
- Escada Hidráulica do Camorim
- Arara Macau, parte da fauna da floresta da Pedra Branca
- Localização do Pico da Pedra Branca
- Área Cincunscrita Total do Parque Estadual da Pedra Branca